# Antonio De Fedeli
Antonio De Fedeli (Pesaro, XV secolo – ...) è stato un ceramista italiano.

## Biografia
Appartenne probabilmente ad una famiglia di ceramisti pesaresi.
Giovanni Sforza, signore di Pesaro e Gradara e cognato del marchese di Mantova Francesco II Gonzaga, su invito scritto di Isabella d'Este, mise in contatto il De Fedeli con la marchesa di Mantova, che intendeva pavimentare il proprio studiolo all'interno del Palazzo Ducale di Mantova con mattonelle policrome. Nel 1494 furono consegnate ad Isabella tredici casse di piastrelle dipinte, molte delle quali riproponevano le imprese gonzaghesche e gli stemmi araldici delle casate Este e Gonzaga.
Circa cinquanta esemplari dei manufatti originali sono oggi presenti nei musei di Milano (Castello Sforzesco), Londra (Victoria and Albert Museum), Parigi (Museo del Louvre).

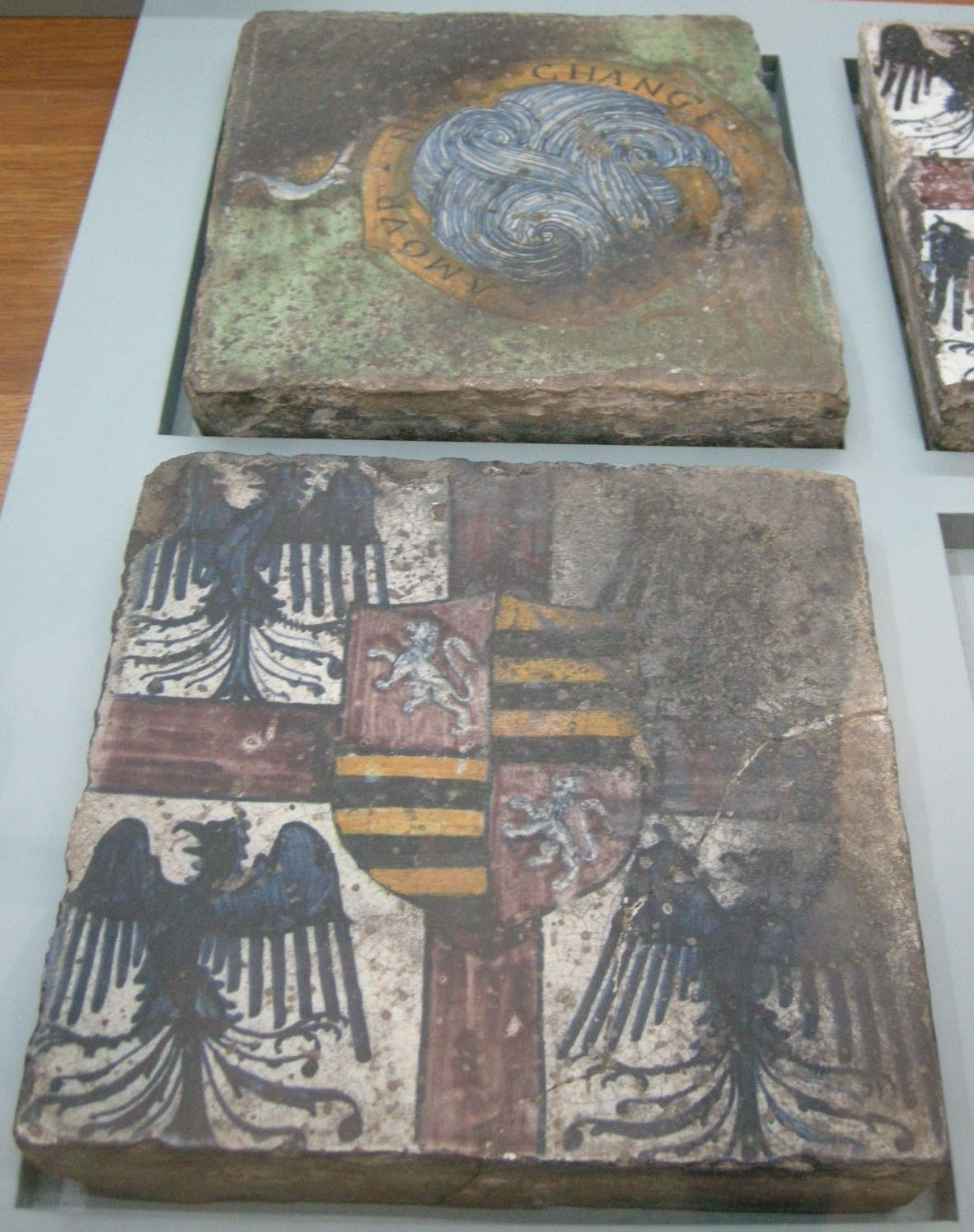
Mattonelle al Castello Sforzesco (Raccolte d'arte applicata), Milano
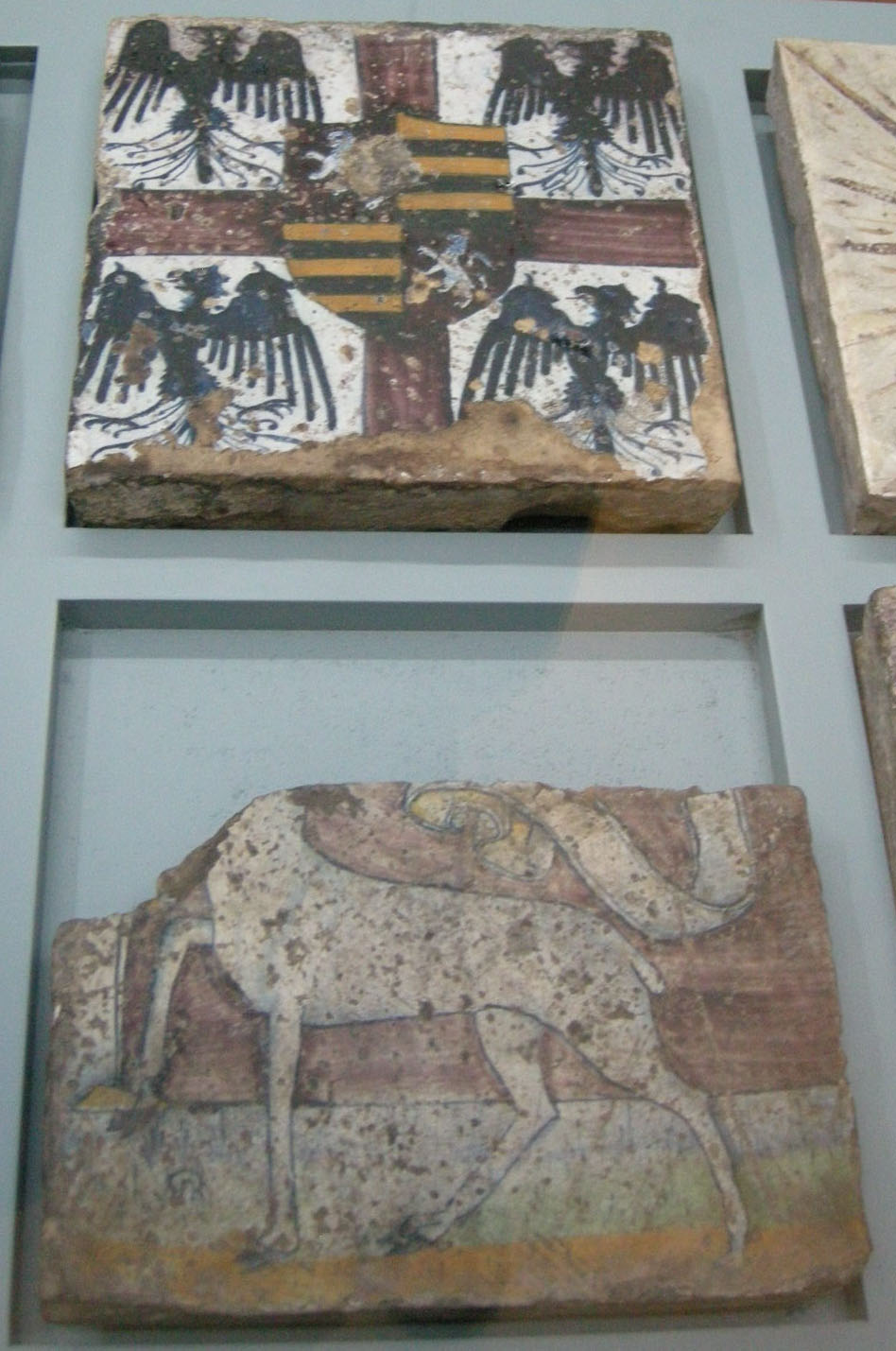
Mattonelle al Castello Sforzesco (Raccolte d'arte applicata), Milano
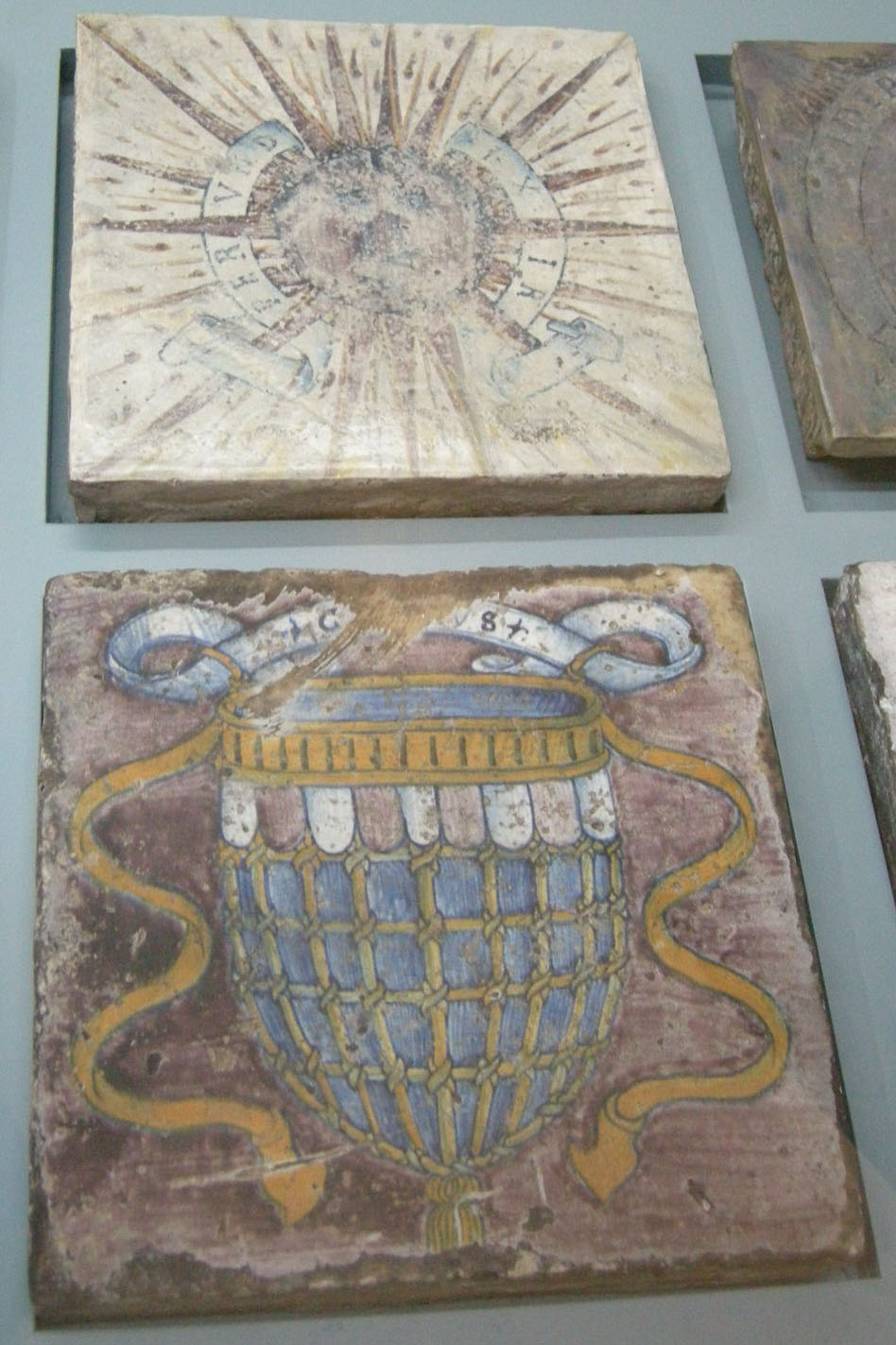
Mattonelle al Castello Sforzesco (Raccolte d'arte applicata), Milano
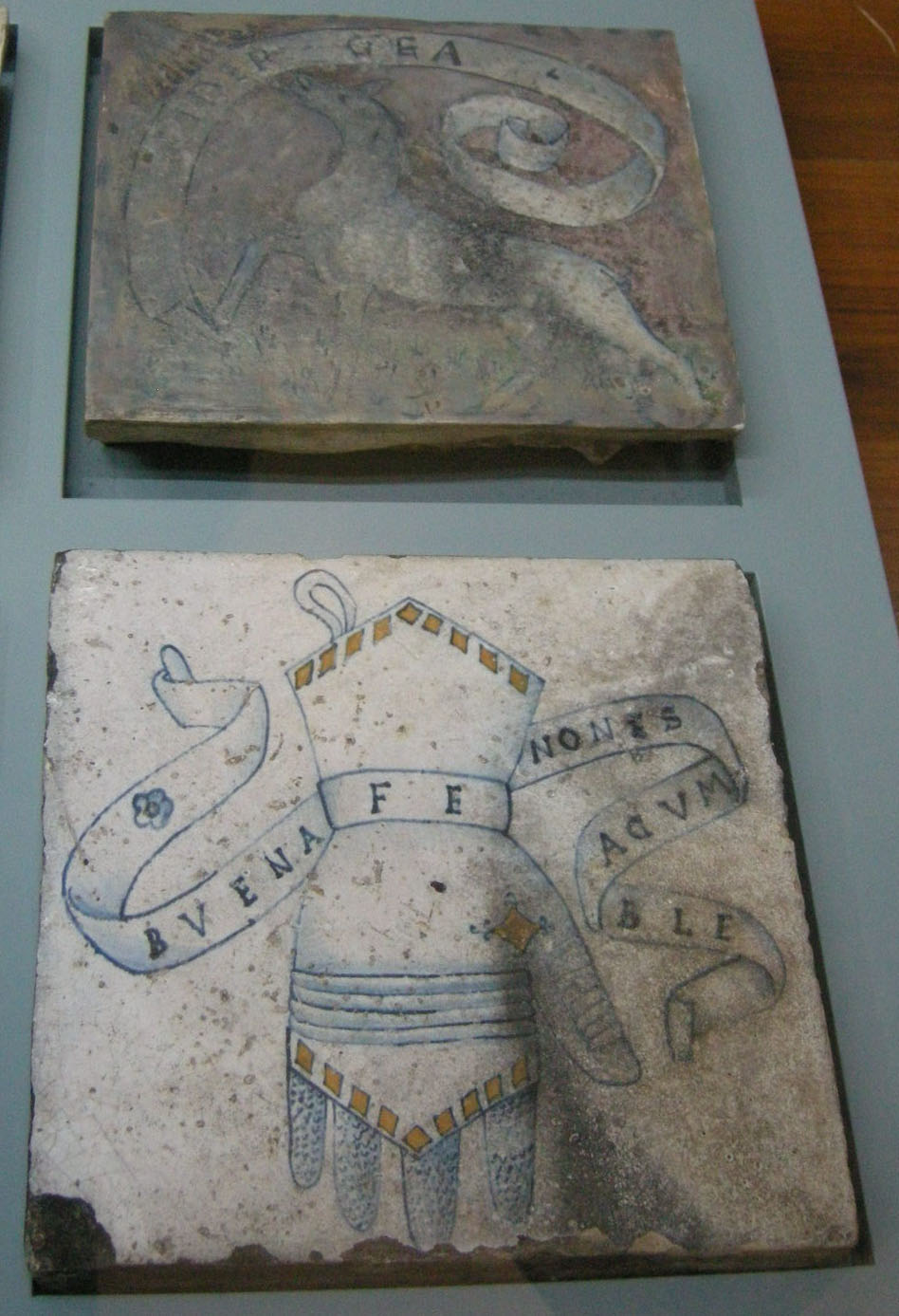
Mattonelle al Castello Sforzesco (Raccolte d'arte applicata), Milano
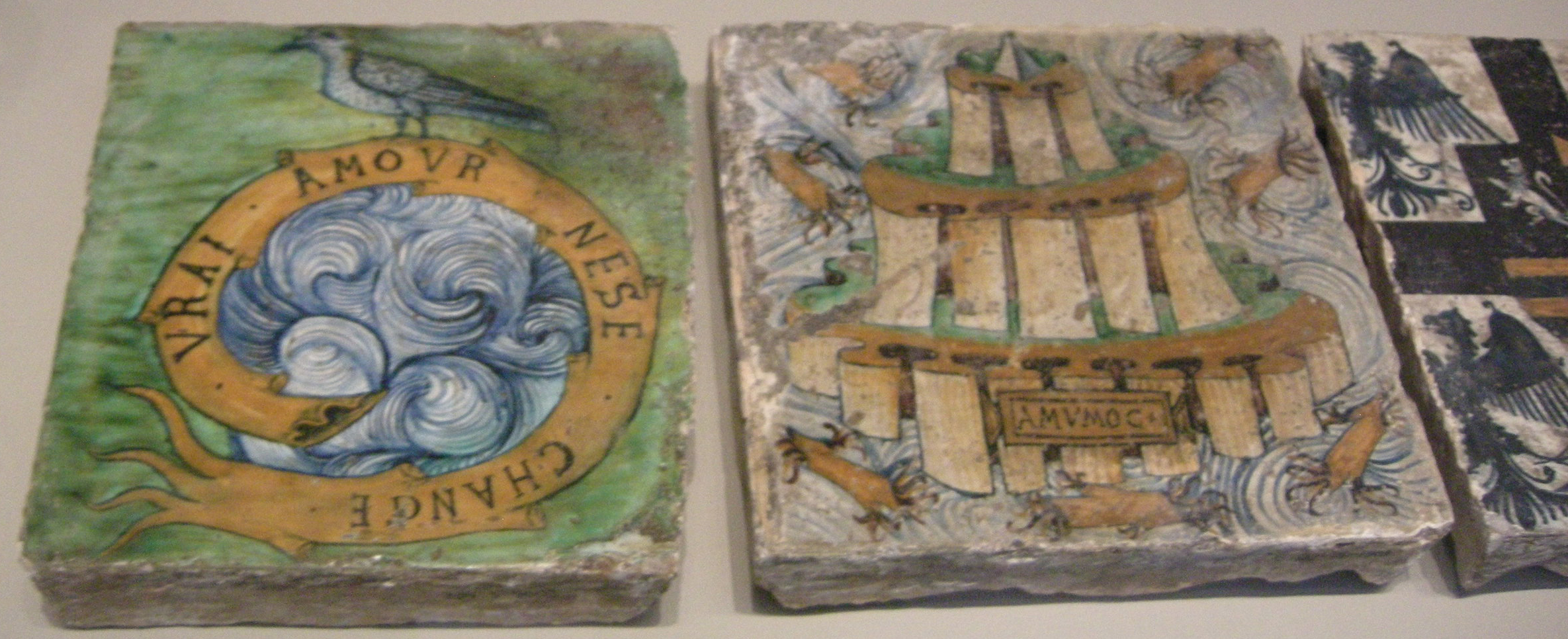
Mattonelle al Victoria and Albert Museum, Londra
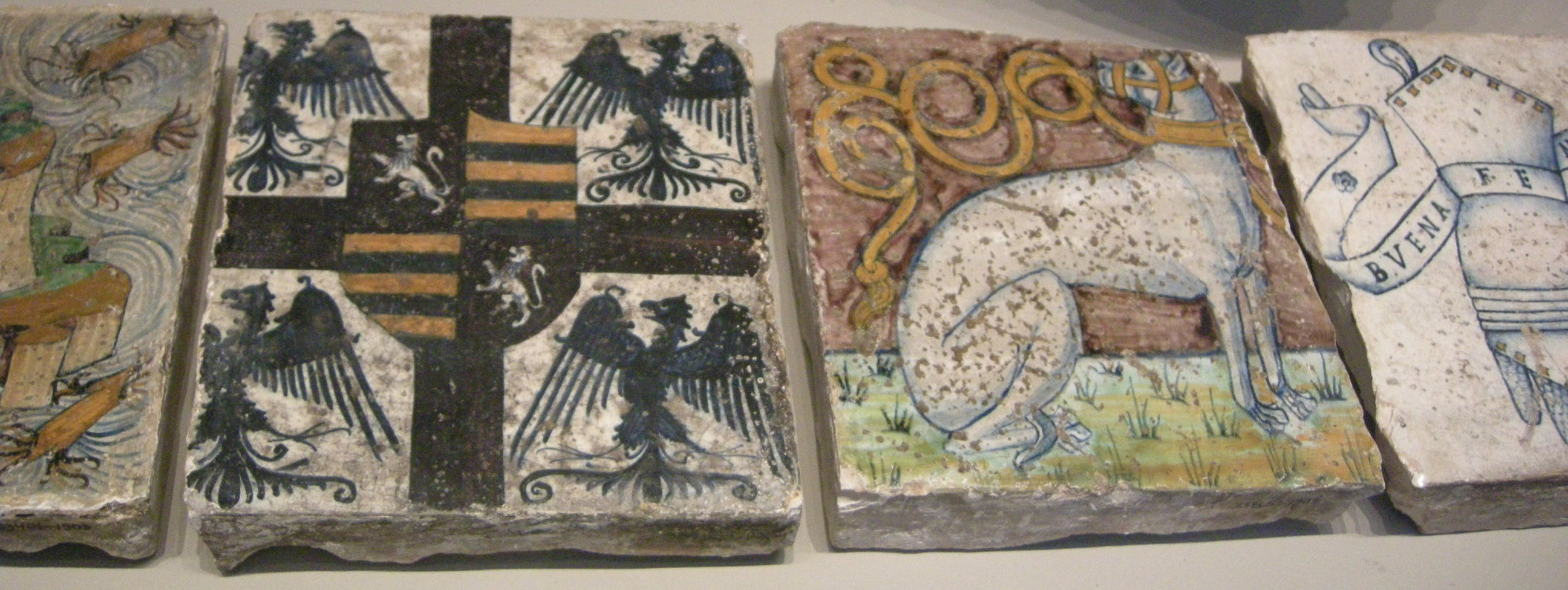
Mattonelle al Victoria and Albert Museum, Londra
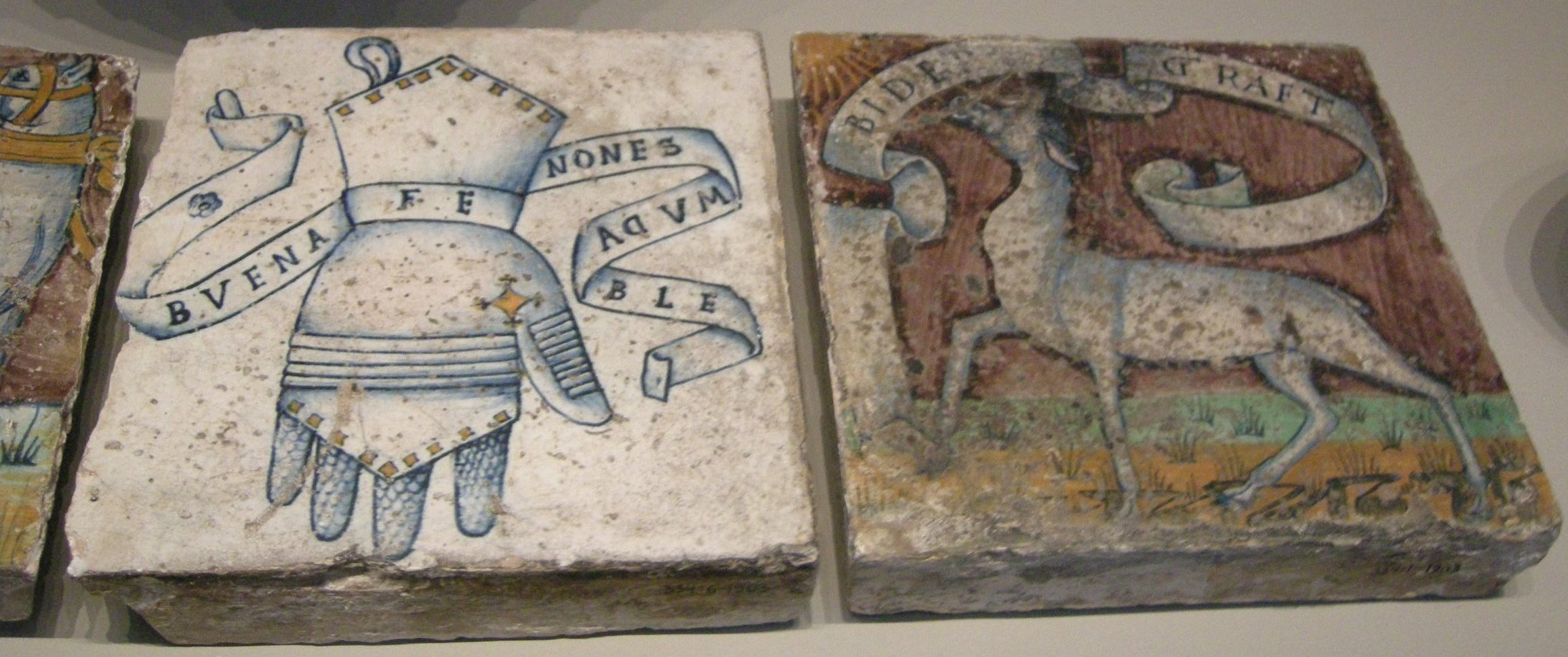
Mattonelle al Victoria and Albert Museum, Londra
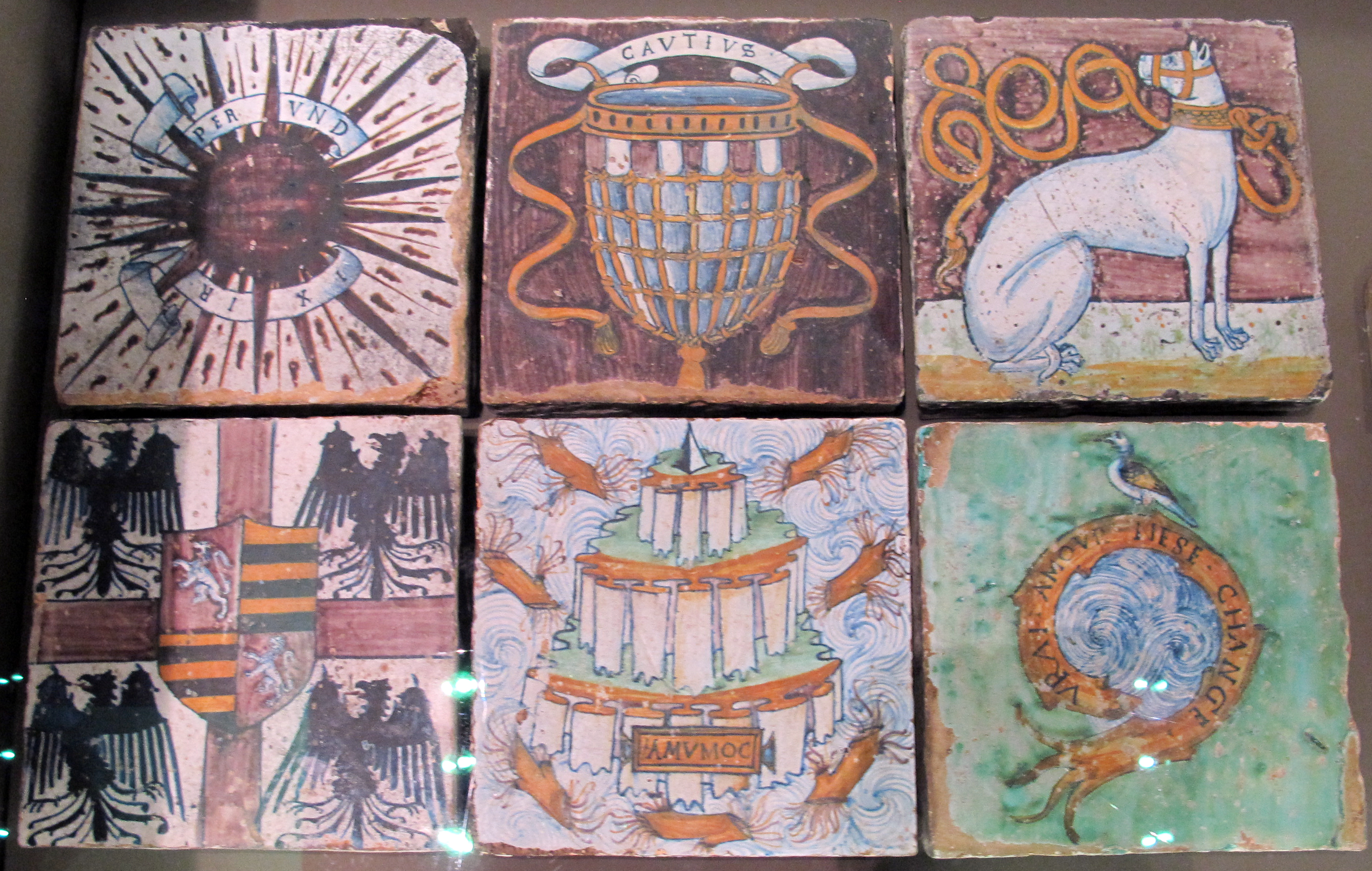
Mattonelle al Louvre, Parigi